# Lijst van rijksmonumenten in Grootebroek
De plaats Grootebroek telt 8 inschrijvingen in het rijksmonumentenregister. Hieronder een overzicht.
| Object                                                                                         | Oorspronkelijke functie?  | Bouwjaar                                      | Architect | Locatie              | Coördinaten?                  | Nr.?   | Afbeelding                                                     |
| ---------------------------------------------------------------------------------------------- | ------------------------- | --------------------------------------------- | --------- | -------------------- | ----------------------------- | ------ | -------------------------------------------------------------- |
| Hervormde kerk                                                                                 | Kerk en kerkonderdeel     | 19e eeuw                                      |           | Zesstedenweg 189     | 52° 41' 51" NB, 5° 13' 9" OL  | 18783  | Meer afbeeldingen                                              |
| Toren van de hervormde kerk                                                                    | Kerk en kerkonderdeel     | 15e eeuw (kern) 1884 (rest.)                  |           | Zesstedenweg bij 189 | 52° 41' 51" NB, 5° 13' 9" OL  | 18784  | Meer afbeeldingen                                              |
| Pand met nieuw opgemetselde trapgevel, waarin een gevelsteen van 1643 en enige oude onderdelen | Nijverheid                | 1643 (pand) 18e eeuw (pui)                    |           | Zesstedenweg 233     | 52° 41' 53" NB, 5° 12' 56" OL | 18785  | Meer afbeeldingen                                              |
| Stelphoeve met ingezwenkte houten topgevel boven de kroonlijst                                 | Boerderij                 | midden 19e eeuw (hoeve) 17e eeuw (gevelsteen) |           | Zesstedenweg 214     | 52° 41' 53" NB, 5° 13' 7" OL  | 18786  | Stelphoeve met ingezwenkte houten topgevel boven de kroonlijst |
| De Schuilhoeve, voormalig weeshuis                                                             | Sociale zorg, liefdadigh. | 1575 (gevelsteen)                             |           | Zesstedenweg 159     | 52° 41' 51" NB, 5° 13' 22" OL | 34420  | Meer afbeeldingen                                              |
| Terrein waarin overblijfselen van bewoning en begraving                                        | Archeologisch monument    | Bronstijd en/of IJzertijd                     |           | Bij Voetakkers       | 52° 41' 22" NB, 5° 12' 38" OL | 45446  | Terrein waarin overblijfselen van bewoning en begraving        |
| Terrein waarin een grafheuvel                                                                  | Archeologisch monument    | Bronstijd                                     |           | Bij Overstort        | 52° 41' 26" NB, 5° 13' 38" OL | 45447  | Meer afbeeldingen                                              |
| Pastorie                                                                                       | Kerkelijke dienstwoning   | 1865                                          |           | Zesstedenweg 187     | 52° 41' 51" NB, 5° 13' 12" OL | 501146 | Pastorie                                                       |